# Liste der Weltmeister im Speedskiing
Die Liste der Weltmeister im Speedskiing listet alle Sieger sowie die Zweit- und Drittplatzierten bei den Speedski-Weltmeisterschaften auf, gegliedert nach Männern und Frauen und den einzelnen Wettbewerben. Berücksichtigt wurden die Ergebnisse von der ersten WM 1981 bis zur Speed-WM 2025.
Darüber hinaus werden die zehn erfolgreichsten WM-Teilnehmer und die gesamte Nationenwertung aufgelistet.

## Wettbewerbe
Erfasst werden alle Wettbewerbe bei den von der Fédération Internationale de Ski (FIS) organisierten Weltmeisterschaften (ab 1995), sowie die vorherigen. Die z. T. ebenfalls im Rahmen der Speedski-WM ausgetragene Wettbewerbe wie Monoski, Tandem oder Telemark werden hier nicht gelistet.

### Herren
- S1 (auch klassische Klasse) mit 24 Wettbewerben (1981–2025)
- SDH (auch Production-Klasse) mit 9 Wettbewerben (1985–2017)
- S1 Junior mit 6 Wettbewerben (1996–1998, 2005–2009)
- SDH Junior / S2 Junior mit 10 Wettbewerben (2007–2017, 2022–2025)

#### S1
| WM   | Gold                         | Silber             | Bronze               |
| ---- | ---------------------------- | ------------------ | -------------------- |
| 1981 | Franz Weber                  | Steve McKinney     | Paul Buschmann       |
| 1984 | Franz Weber -2-              | Steve McKinney     | Pierre Yves Jorand   |
| 1985 | Gerhard Pottler              | François Pouit     | Alain Stump          |
| 1986 | Pertti Leppala               | Danna Meeks        | Jean Cédric Michel   |
| 1987 | Michael Prufer               | Steve McKinney     | Alain Stump          |
| 1995 | Philippe Goitschel           | Bengt Jonsson      | Esa Määttä           |
| 1996 | Philippe Billy Jeff Hamilton | –                  | Markki Tammela       |
| 1997 | Harry Egger                  | Jeff Hamilton      | Mark Rupprecht       |
| 1998 | Harry Egger -2-              | Jeff Hamilton      | Philippe Goitschel   |
| 2000 | unbekannt                    | unbekannt          | unbekannt            |
| 2001 | Jukka Viitasaari             | Philippe Goitschel | Serge Perroud        |
| 2003 | Jukka Viitasaari -2-         | John Hembel        | Marc Poncin          |
| 2005 | Simone Origone               | Philippe May       | Ross Anderson        |
| 2007 | Simone Origone -2-           | Philippe May       | Bastien Montes       |
| 2009 | Simone Origone -3-           | Philippe May       | Jonathan Moret       |
| 2011 | Simone Origone -4-           | Ivan Origone       | Bastien Montes       |
| 2013 | Simone Origone -5-           | Bastien Montes     | Simon Billy          |
| 2015 | Ivan Origone                 | Simone Origone     | Klaus Schrottshammer |
| 2017 | Bastien Montes               | Manuel Kramer      | Klaus Schrottshammer |
| 2019 | Simone Origone -6-           | Simon Billy        | Klaus Schrottshammer |
| 2022 | Simon Billy                  | Manuel Kramer      | Simone Origone       |
| 2023 | Simon Billy -2-              | Simone Origone     | Manuel Kramer        |
| 2024 | Simon Billy -3-              | Radim Palán        | Manuel Kramer        |
| 2025 | Simon Billy -4-              | Manuel Kramer      | Simone Origone       |

#### SDH
| WM   | Gold                | Silber             | Bronze             |
| ---- | ------------------- | ------------------ | ------------------ |
| 1985 | Peter Kakes         | Steve McKinney     | Harry Scharfegger  |
| 1986 | Silvano Meli        | Dietmar Riedl      | Mikael Weitze      |
| 2005 | Tom Hietala         | Antti Piipponen    | Alexandre Barblan  |
| 2007 | Markus Münzer       | Mathieu Sage       | Alexandre Barblan  |
| 2009 | Gregory Meichty     | Marc Poncin        | Markus Münzer      |
| 2011 | Markus Münzer -2-   | Gregory Meichty    | Stefano Bar        |
| 2013 | Gregory Meichty -2- | Günther Foidl      | Sebastian Lindblom |
| 2015 | Günther Foidl       | Erik Backlund      | Manuel Kramer      |
| 2017 | Gregory Meichty -3- | Sebastian Lindblom | Marc Amann         |

#### S1 Junior
| WM   | Gold               | Silber             | Bronze                         |
| ---- | ------------------ | ------------------ | ------------------------------ |
| 1996 | Johan Rousseau     | –                  | –                              |
| 1997 | Johan Rousseau -2- | Eduard David       | Christophe Salamin             |
| 1998 | Eduard David       | Julien Irrilli     | Julien Maingault               |
| 2005 | Bastien Montes     | Philippe Gabail    | Ivan Origone                   |
| 2007 | Axel Joiris        | Alberto Albertelli | –                              |
| 2009 | Rikard Bjarnhagen  | Simon Billy        | Alberto Albertelli Filip Wolff |

#### SDH Junior
| WM   | Gold                    | Silber                  | Bronze            |
| ---- | ----------------------- | ----------------------- | ----------------- |
| 2007 | Jimmy Montes            | Julien Kipfer           | –                 |
| 2009 | Charles Edouard Queyras | Stefano Bar             | Julien Kipfer     |
| 2011 | Erik Backlund           | Charles Edouard Queyras | Julien Kipfer     |
| 2013 | Erik Backlund -2-       | Stefano Zancardi        | Marc Amann        |
| 2015 | Marc Amann              | Kevin Monay             | Daniel Raab       |
| 2017 | Hugo Portal             | Álvaro García           | Jonatan Brunnberg |
| 2022 | Victor Persson          | Johan Belmonte          | Matias Labit      |
| 2023 | Johan Belmonte          | Victor Persson          | Damien Fourquet   |
| 2024 | Victor Persson          | Matias Labit            | Alexis Fourquet   |
| 2025 | Enzo Vita               | Matias Labit            | Fredrik Eaton     |

### Damen
- S1 (auch klassische Klasse) mit 24 Wettbewerben (1981–2025)
- SDH (auch Production-Klasse) mit 6 Wettbewerben (1985, 2007–2009, 2011–2017)
- S1 Junior mit 2 Wettbewerben (2005, 2009)
- SDH Junior mit 11 Wettbewerben (2005–2017, 2022–2025)

#### S1
| WM   | Gold                        | Silber                      | Bronze                 |
| ---- | --------------------------- | --------------------------- | ---------------------- |
| 1981 | Cathy Breyton               | –                           | –                      |
| 1984 | Melissa Dimino-Simons       | Cathy Breyton               | Kirsten Culver         |
| 1985 | Jacqueline Blanc            | Cathy Breyton               | Annie Breyton          |
| 1986 | Kirsten Culver              | Torill Fjedstad             | Françoise Beguin       |
| 1987 | Marie Noëlle Lappert-Estier | Tarja Mulari                | Cathrin Ardwison       |
| 1995 | Cheryl Sandercock           | Anna Morin                  | Liss-Anne Pettersen    |
| 1996 | Karine Dubouchet Revol      | Carolyn Skyer-Curl          | Ulla Riihimäki         |
| 1997 | Carolyn Skyer-Curl          | Karine Dubouchet Revol      | Régine Bianco          |
| 1998 | Karine Dubouchet Revol -2-  | Carolyn Skyer-Curl          | Laurence Leuba         |
| 2000 | unbekannt                   | unbekannt                   | unbekannt              |
| 2001 | Karine Dubouchet Revol -3-  | Jaana Viitasaari            | Tracie Sachs           |
| 2003 | Jaana Viitasaari            | Tracie Sachs                | Kati Metsapelto        |
| 2005 | Tracie Sachs                | Kati Metsapelto             | Elena Banfo            |
| 2007 | Sanna Tidstrand             | Elena Banfo                 | Emeli Wolff            |
| 2009 | Karine Dubouchet Revol -4-  | Elena Banfo Sanna Tidstrand | –                      |
| 2011 | Karine Dubouchet Revol -5-  | Linda Baginski              | Sanna Tidstrand        |
| 2013 | Liss-Anne Pettersen         | Sanna Tidstrand             | Karine Dubouchet Revol |
| 2015 | Valentina Greggio           | Linda Baginski              | Lisa Hovland-Udén      |
| 2017 | Valentina Greggio -2-       | Karine Dubouchet Revol      | Lisa Hovland-Udén      |
| 2019 | Britta Backlund             | Lisa Hovland-Udén           | Valentina Greggio      |
| 2022 | Valentina Greggio -3-       | Clea Martinez               | Britta Backlund        |
| 2023 | Britta Backlund -2-         | Valentina Greggio           | Clea Martinez          |
| 2024 | Valentina Greggio -4-       | Cléa Martinez               | Mathilda Persson       |
| 2025 | Valentina Greggio -5-       | Agnes Abrahamsson           | Cléa Martinez          |

#### SDH
| WM   | Gold                   | Silber                | Bronze           |
| ---- | ---------------------- | --------------------- | ---------------- |
| 1985 | Kirsten Culver         | Melissa Dimino-Simons | –                |
| 2007 | Clarisse Jasmin        | –                     | –                |
| 2009 | Anne-Caroline Chausson | –                     | –                |
| 2013 | Valentina Greggio      | Célia Martinez        | Audrey Passet    |
| 2015 | Seraina Murk           | Birgit Kohlmaier      | Audrey Passet    |
| 2017 | Clea Martinez          | Justine Theillet      | Nicoline Nielsen |

#### S1 Junior
| WM   | Gold          | Silber        | Bronze        |
| ---- | ------------- | ------------- | ------------- |
| 2005 | Heini Piipnen | Anaïs Bruzaud | -             |
| 2009 | Lisa Hovland  | Audrey Santos | Antonia Fager |

#### SDH Junior
| WM   | Gold                | Silber               | Bronze               |
| ---- | ------------------- | -------------------- | -------------------- |
| 2005 | Charlotte Bar       | Pia Piipnen          | –                    |
| 2007 | Jennifer Romano     | –                    | –                    |
| 2009 | Jennifer Romano     | Maude Lakdar         | Tone Edquist Servold |
| 2011 | Sara Niemi          | Clea Martinez        | Lou Esteban Orain    |
| 2013 | Britta Backlund     | Tiphaine Beaumont    | Justine Theillet     |
| 2015 | Britta Backlund -2- | Clea Martinez        | Tiphaine Beaumont    |
| 2017 | Mathilda Persson    | Ludivine Toche       | Anais Builles        |
| 2022 | Pauline Sabatut     | Maëlle Loridon       | Agnes Abrahamsson    |
| 2023 | Pauline Sabatut -2- | Maëlle Loridon       | Agnes Abrahamsson    |
| 2024 | Mareva Cau Lapique  | Siri Kling Andersson | Amanda Ribbegardh    |
| 2025 | Pauline Sabatut -3- | Amanda Ribbegardh    | Villemo Andersson    |

## Die erfolgreichsten Teilnehmer
Die erfolgreichsten Teilnehmer gemessen an der Anzahl der Weltmeistertitel sind bei den Frauen Karine Dubouchet Revol (FRA) und Valentina Greggio (ITA) mit jeweils 5 Siegen und bei den Herren Simone Origone (ITA) mit 6 Siegen.
| Platz | Name                   | Land       | Von  | Bis  | Gold | Silber | Bronze | Gesamt |
| ----- | ---------------------- | ---------- | ---- | ---- | ---- | ------ | ------ | ------ |
| 1     | Simone Origone         | Italien    | 2005 | 2025 | 6    | 2      | 2      | 10     |
| 2     | Valentina Greggio      | Italien    | 2013 | 2025 | 6    | 1      | 1      | 8      |
| 3     | Karine Dubouchet Revol | Frankreich | 1996 | 2011 | 5    | 2      | 1      | 8      |
| 4     | Simon Billy            | Frankreich | 2013 | 2025 | 4    | 1      | 1      | 6      |
| 5     | Britta Backlund        | Schweden   | 2013 | 2022 | 4    | –      | 1      | 5      |
| 6     | Gregory Meichty        | Schweiz    | 2009 | 2017 | 3    | 1      | –      | 4      |
| 7     | Bastien Montes         | Frankreich | 2005 | 2017 | 2    | 1      | 2      | 5      |
| 8     | Erik Backlund          | Schweden   | 2011 | 2015 | 2    | 1      | –      | 3      |
| 9     | Markus Münzer          | Österreich | 2007 | 2011 | 2    | –      | 1      | 3      |
| 10    | Harry Egger            | Österreich | 1997 | 1998 | 2    | –      | –      | 2      |
| 10    | Johan Rousseau         | Frankreich | 1996 | 1997 | 2    | –      | –      | 2      |
| 10    | Jukka Viitasaari       | Finnland   | 2001 | 2003 | 2    | –      | –      | 2      |
| 10    | Franz Weber            | Österreich | 1981 | 1984 | 2    | –      | –      | 2      |

## Nationenwertung

### Gesamt
| Platz | Land                   | Gold | Silber | Bronze | Gesamt |
| ----- | ---------------------- | ---- | ------ | ------ | ------ |
| 1     | Frankreich             | 34   | 30     | 20     | 84     |
| 2     | Schweden               | 13   | 13     | 11     | 37     |
| 3     | Italien                | 13   | 9      | 6      | 28     |
| 4     | Österreich             | 8    | 6      | 11     | 25     |
| 5     | USA                    | 6    | 12     | 6      | 24     |
| 6     | Schweiz                | 6    | 8      | 9      | 23     |
| 7     | Finnland               | 6    | 5      | 9      | 20     |
| 8     | Deutschland            | 2    | –      | 2      | 4      |
| 9     | Norwegen               | 1    | 1      | 1      | 3      |
| 10    | Kanada                 | 1    | –      | 1      | 2      |
| 11    | Monaco                 | 1    | –      | –      | 1      |
| 12    | Vereinigtes Königreich | –    | 1      | 1      | 2      |
| 13    | Spanien                | –    | 1      | –      | 1      |
| 13    | Tschechien             | –    | 1      | –      | 1      |
| 15    | Dänemark               | –    | –      | 1      | 1      |

### Herren
| Platz | Land                   | Gold | Silber | Bronze | Gesamt |
| ----- | ---------------------- | ---- | ------ | ------ | ------ |
| 1     | Frankreich             | 17   | 13     | 9      | 38     |
| 2     | Österreich             | 8    | 5      | 10     | 23     |
| 3     | Italien                | 7    | 6      | 5      | 18     |
| 4     | Schweiz                | 4    | 8      | 7      | 19     |
| 5     | Schweden               | 4    | 3      | 4      | 11     |
| 6     | Finnland               | 4    | 1      | 2      | 7      |
| 7     | Deutschland            | 2    | –      | 2      | 4      |
| 8     | Vereinigte Staaten     | 1    | 8      | 4      | 13     |
| 9     | Monaco                 | 1    | –      | –      | 1      |
| 10    | Vereinigtes Königreich | –    | 1      | 1      | 2      |
| 11    | Spanien                | –    | 1      | –      | 1      |
| 11    | Tschechien             | –    | 1      | –      | 1      |
| 13    | Kanada                 | –    | –      | 1      | 1      |

### Damen
| Platz | Land               | Gold | Silber | Bronze | Gesamt |
| ----- | ------------------ | ---- | ------ | ------ | ------ |
| 1     | Frankreich         | 17   | 17     | 11     | 45     |
| 2     | Schweden           | 8    | 9      | 13     | 30     |
| 3     | Italien            | 6    | 3      | 2      | 11     |
| 4     | Vereinigte Staaten | 5    | 4      | 2      | 11     |
| 5     | Finnland           | 2    | 4      | 2      | 8      |
| 6     | Schweiz            | 2    | –      | 2      | 4      |
| 7     | Norwegen           | 1    | 1      | 1      | 3      |
| 8     | Kanada             | 1    | –      | –      | 1      |
| 9     | Österreich         | –    | 1      | –      | 1      |
| 10    | Dänemark           | –    | –      | 1      | 1      |